# Dödligt vapen 3
Dödligt vapen 3 (engelska: Lethal Weapon 3) är en amerikansk actionfilm som hade biopremiär i USA den 15 maj 1992, i regi av Richard Donner med Mel Gibson, Danny Glover, Joe Pesci och Rene Russo i huvudrollerna.

## Handling
Polisen har ett stort lager fyllt med knark och vapen. Det visar sig att vapen därifrån dyker upp hos brottslingar. Murtaugh och Riggs får tillsammans med en kvinnlig polis börja utreda. Det visar sig att spåren går till hänsynslösa skurkar hos polisen.

## Citat ur filmen
Leo Getz: They fuck you at the hospital, okay? They fuck you at the hospital! First they drug you, then they fuck you and when they're done fucking you along cames the insurance company and fucks you some more!
Murtaugh: Hey, just relax, relax, Riggs!
Riggs: Relax!!???

## Rollista (urval)
- Mel Gibson - Riggs
- Danny Glover - Murtaugh
- Joe Pesci - Leo Getz
- Rene Russo - Lorna Cole
- Stuart Wilson - Jack Travis
- Lauren Shuler Donner - sjuksköterska

## Om filmen
Filmen hade Sverigepremiär den 26 juni 1992.

### Fotnoter
1. 1 2 3  läs online, Internet Movie Database , läst: 28 juni 2016.[källa från Wikidata]
2. 1 2  läs online, www.metacritic.com , läst: 28 juni 2016.[källa från Wikidata]
3. ↑  läs online, stopklatka.pl , läst: 28 juni 2016.[källa från Wikidata]
4. ↑  läs online, www.boxofficemojo.com .[källa från Wikidata]
5. ↑  läs online, www.sfi.se .[källa från Wikidata]
6. ↑  Internet Movie Database, läs online, läst: 14 april 2017.[källa från Wikidata]
7. ↑  Box Office Mojo, läst: 7 mars 2019.[källa från Wikidata]
8. ↑  ”Lethal Weapon 3” (på engelska). Box Office Mojo. 15 maj 1992. http://www.boxofficemojo.com/movies/?id=lethalweapon3.htm. Läst 10 september 2016.
9. ↑  ”Lethal Weapon 3”. Svensk filmdatabas. 26 juni 1992. http://www.sfi.se/sv/svensk-filmdatabas/Item/?type=MOVIE&itemid=16388. Läst 10 september 2016.